# Maison du Tisserand

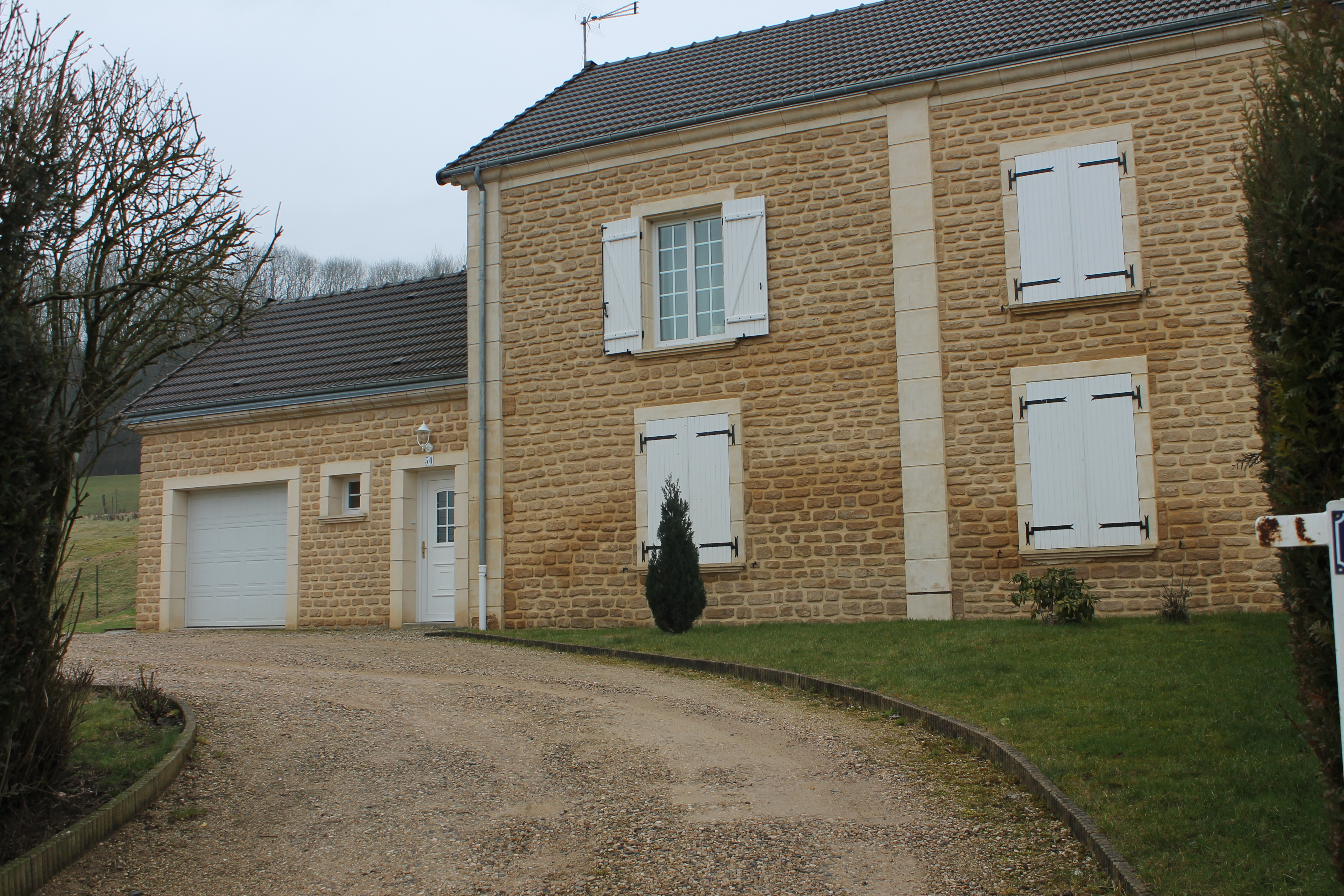
Das Maison Tisserand

Das Maison du Tisserand (fr. Haus des Webers) ist ein Haus in Donchery in Frankreich, in dem die historische Begegnung zwischen Bismarck und Napoleon III. am 2. September 1870 stattfand.

## Geschichte
Am 2. September 1870, nach der Schlacht bei Sedan, trafen sich in einem Weberhäuschen in Donchery Napoléon III. und Otto von Bismarck. Napoléon hatte um 8 Uhr Sedan verlassen, um sich mit dem preußischen König zu besprechen, den er in Donchery vermutete. Bismarck, dem man den Vorfall gemeldet hatte, empfing Napoléon am Ortseingang. Zusammen begaben sie sich in das ärmliche Haus eines Webers an der Durchgangsstraße, unweit von Donchery. In der Annahme, dass der Kaiser beabsichtige, die Kapitulationsbedingungen zu mildern, verweigerte Bismarck ihm die Unterredung mit dem preußischen König in Vendresse, bis die Kapitulationsurkunde unterzeichnet sei. Um 10 Uhr 30 wurde Napoléon III. nach Frenois ins Château de Bellevue gebracht. Hier wurde eine Stunde später die Kapitulation in Anwesenheit der beiden Monarchen unterzeichnet.

## Bismarcks Schilderung der Ereignisse

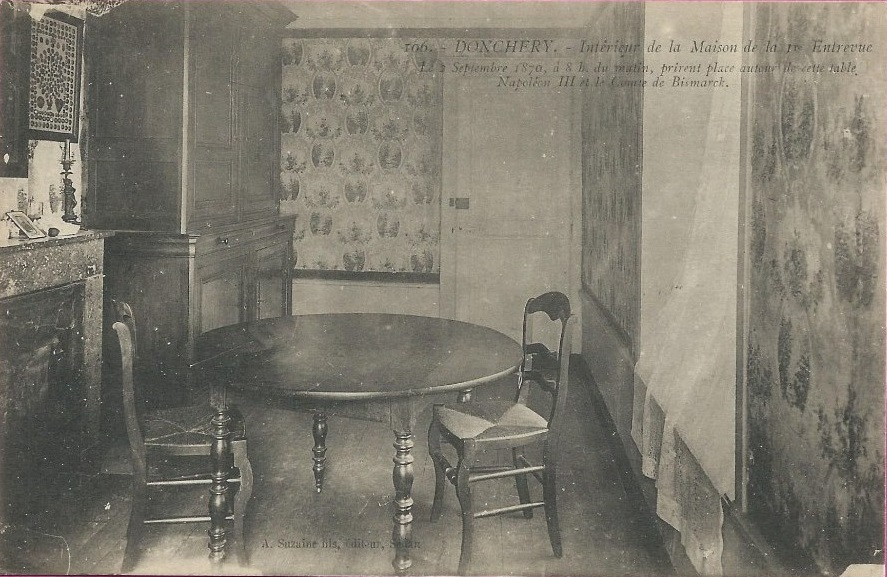
Das Zimmer in dem Haus

„Ich ritt ungewaschen und ungefrühstückt gegen Sedan und fand den Kaiser im offenen Wagen mit 3 Adjutanten und 3 zu Pferde daneben auf der Landstraße vor Sedan haltend.  Ich saß ab und grüßte ihn ebenso höflich wie in den Tuilerien und fragte nach seinen Befehlen. Er wünschte den König zu sehen; ich sagte ihm der Wahrheit gemäß, daß S. M. 3 Meilen davon an dem Orte, wo ich jetzt schreibe, sein Quartier habe. Auf N.‘s Frage, wohin er sich begeben solle, bot ich ihm, da ich Gegend unkundig, mein Quartier in Donchery an, einem kleinen Ort an der Maß dicht bei Sedan;  er nahm es an […] Vor dem Ort wurde es ihm leid, wegen der möglichen Menschenmenge, und er frage mich, ob er in einem kleinen Arbeiterhause am Wege absteigen könne; ich ließ es besehen durch Carl, der meldete es sei ärmlich und unrein. N’importe meinte N., und ich stieg mit ihm die gebräuchliche enge Stiege hinauf. In einer Kammer von 10 Fuß Gevierte, mit einem fichtnen Tische und 2 Binsenstühlchen, saßen wir eine Stunde, die Anderen waren unten. Ein gewaltiger Contrast mit unserem letzten Beisammensein, 67 in den Tuilerien.  Unsere Unterhaltung war schwierig, wenn ich nicht die Dinge berühren wollte, die den von Gottes gewaltiger Hand Niedergeworfenen schmerzlich berühren mussten.“

## Trivia
Bismarck hat von der Begegnung mit dem Kaiser den Stuhl an sich genommen, auf dem der französische Monarch Platz genommen hatte. Dieses Möbel ist noch heute im Bismarck-Museum Friedrichsruh zu besichtigen.